# 魏大林
魏大林，男，武警少將，中共黨員，中華人民共和國政治、军事人物   

## 生平
魏氏歷任中國人民武裝警察部隊後勤部副部長、武警北京总队后勤部部长。   